# 則天廟
則天廟（そくてんびょう）は、中華人民共和国山西省呂梁市文水県にある道教廟宇。寺院は主に水母と武則天を祭っている。

## 歴史
則天廟は、唐代（618年-907年）に創建された。則天廟は金の皇統5年（1145年）に再建された。
1996年11月20日、中華人民共和国国務院は則天廟を全国重点文物保護単位に認定した。

## 人物
武 則天（ぶ そくてん）は、中国史上唯一の女帝。唐の高宗の皇后となり、後に唐に代わり武周朝を建てた。諱は照（曌）。日本では則天武后（そくてんぶこう）と呼ばれることが多いが、この名称は彼女が自らの遺言により皇后の礼をもって埋葬された事実を重視した呼称である。古来より「則天」と姓名をはっきりさせず呼ばれてきたが、現在の中国では姓を冠して「武則天」と呼ぶことが一般的になっている。

## 建築物
山門、聖母殿、西廂房、鐘楼、鼓楼。

## 書籍
- 全国重点文物保護単位. 北京市: 文物出版社. (2004). pp. 352. ISBN 7-5010-1525-2

座標: 北緯37度28分39秒 東経112度02分17秒 / 北緯37.47750度 東経112.03806度